# Kim Dermott
Kimberley Dermott (más conocida como Kim Dermot) es una futbolista profesional de Nueva Zelanda; ha representado a su país nivel internacional en diversas ocasiones.
Debutó en un partido que su selección perdió 3 a 0 contra la de Estados Unidos en 1992 el 8 de agosto de 1993. Durante su carrera logró once representaciones internacionales y dos goles.
Representó a Nueva Zelanda en sóftbol con los "White sox" y compitió en las series mundiales de 1994, 1998, 2002 y en los Juegos Olímpicos de Sídney de 2000